# U-Bahn-Station Friedensbrücke
Friedensbrücke is een metrostation in het district Alsergrund van de Oostenrijkse hoofdstad Wenen. Het station werd geopend op 6 augustus 1901 en wordt bediend door lijn U4.

## Stadtbahn
In de tweede helft van de 19e eeuw groeide de Weense bevolking fors en werden meerdere kopstations van verschillende spoorwegmaatschappijen geopend. Om het vervoer tussen de buitenwijken en de binnenstad te verbeteren en de kopstations onderling te verbinden werd in 1892 besloten tot de aanleg van de Stadtbahn met vier lijnen waaronder de Donaukanallinie. Deze 6 km lange lijn werd aangelegd op de rechteroever van het Donaukanaal tussen Heiligenstadt in het noorden en de monding van de Wien in het zuiden. Het station bij de Brigittabrücke werd ontworpen door Otto Wagner in opdracht van de Commission für Verkehrsanlagen in Wien. In maart 1900 werd het station opgeleverd, het duurde echter nog ruim anderhalf jaar voordat de Donaukanallinie in gebruik kwam. Iets ten noorden van station Brigittabrücke kwam de aansluiting op een verbindingsbrug naar de Gürtellinie, een andere lijn van de Stadtbahn langs de westrand van het centrum. In december 1918 werd, in de nasleep van de Eerste Wereldoorlog, de lijn gesloten als gevolg van kolenschaarste. Tussen juni en oktober 1925. werd dit traject geëlektrificeerd en vanaf 20 oktober 1925 begon de dienst met elektrische sneltrams bij het station. Naast het station werd de Brigittabrücke vervangen door een nieuwe brug die, als verwijzing naar het verdrag van St. Germain, Friedensbrücke genoemd werd en op 3 oktober 1926 werd opengesteld voor verkeer.

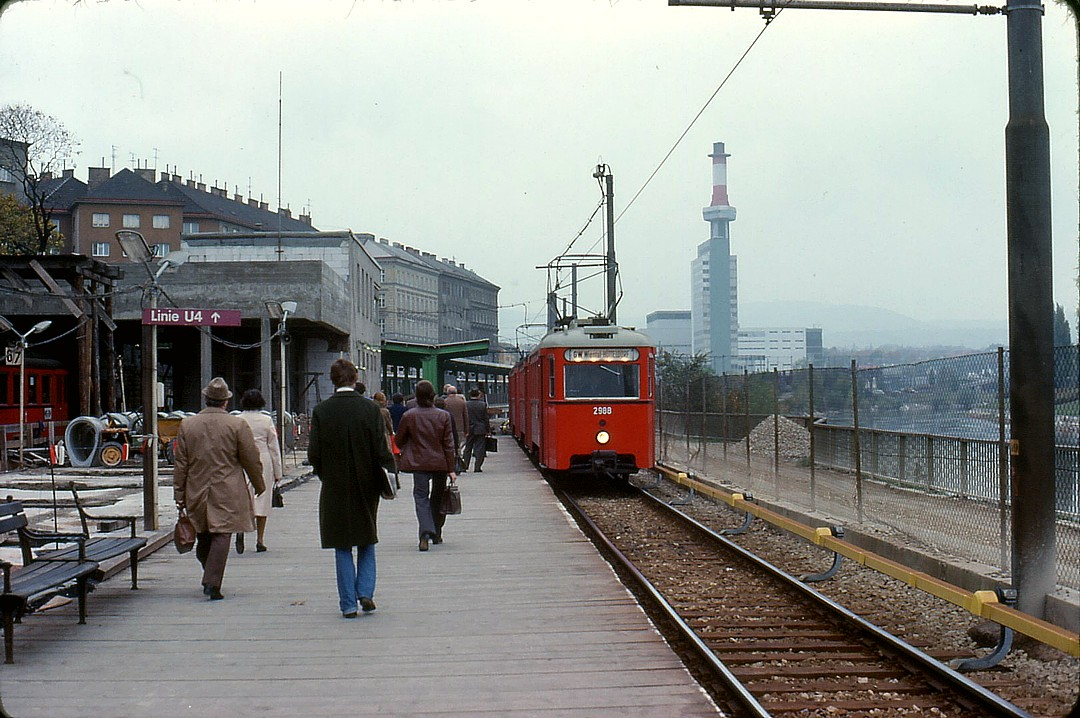
Een sneltram van de Stadtbahn tijdens de ombouw tot metro op 13 oktober 1977.
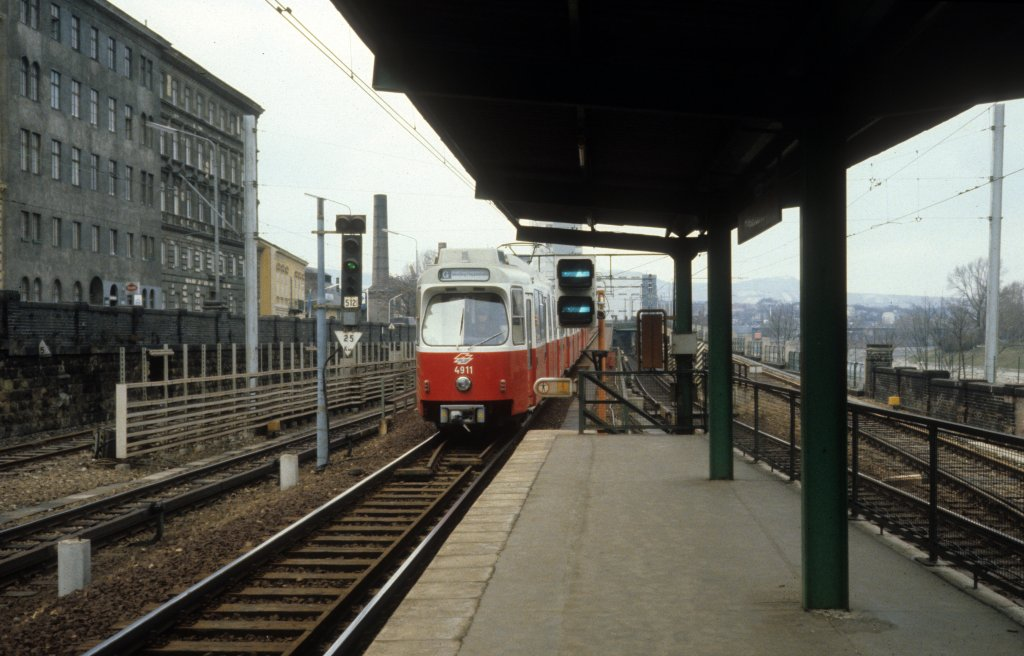
De Stadtbahn in 1980 bij het provisorische perron tussen de metrosporen.

## Metro
Op 26 januari 1968 werd besloten om een metronet aan te leggen waarbij de Wientallinie en de Donaukanallinie zouden worden omgebouwd tot lijn U4. De ombouw tot metro vond plaats tussen 1976 en 1981. Het eerste deel van dit metronet was het Stadtbahn traject tussen Heiligenstadt en Friedensbrücke dat in 1973 werd omgezet van links- naar rechtsrijdend en vervolgens werd gebruikt voor proefritten met de metrostellen. Vanaf 8 mei 1976 konden ook reizigers mee die bij een hulpperron konden in- en uitstappen. Ten zuiden van Friedensbrücke werd de lijn stapsgewijs omgebouwd en vanaf 3 april 1978 reed de metro door tot Schottentor. De Stadtbahn bleef de verbindingsbrug nog tot 7 oktober 1989 gebruiken, toen de Gürtellinie tot U6 was omgebouwd. Na 3 april 1978 had de Stadtbahn en daarna de U6 provisorisch perron aan de noordkant van het station totdat op 4 maart 1991 de verbindingsbrug werd gesloten in verband met de verlenging van de U6 naar het oosten. Het oorspronkelijke stationsgebouw van Otto Wagner aan de zuidkant, bij de Friedensbrücke en de tramhaltes, is met een roltrap en een vaste trap verbonden met het perron. De weinig gebruikte noordelijke toegang met lift bij de Gussenbauergasse werd in de jaren 90 toegevoegd.

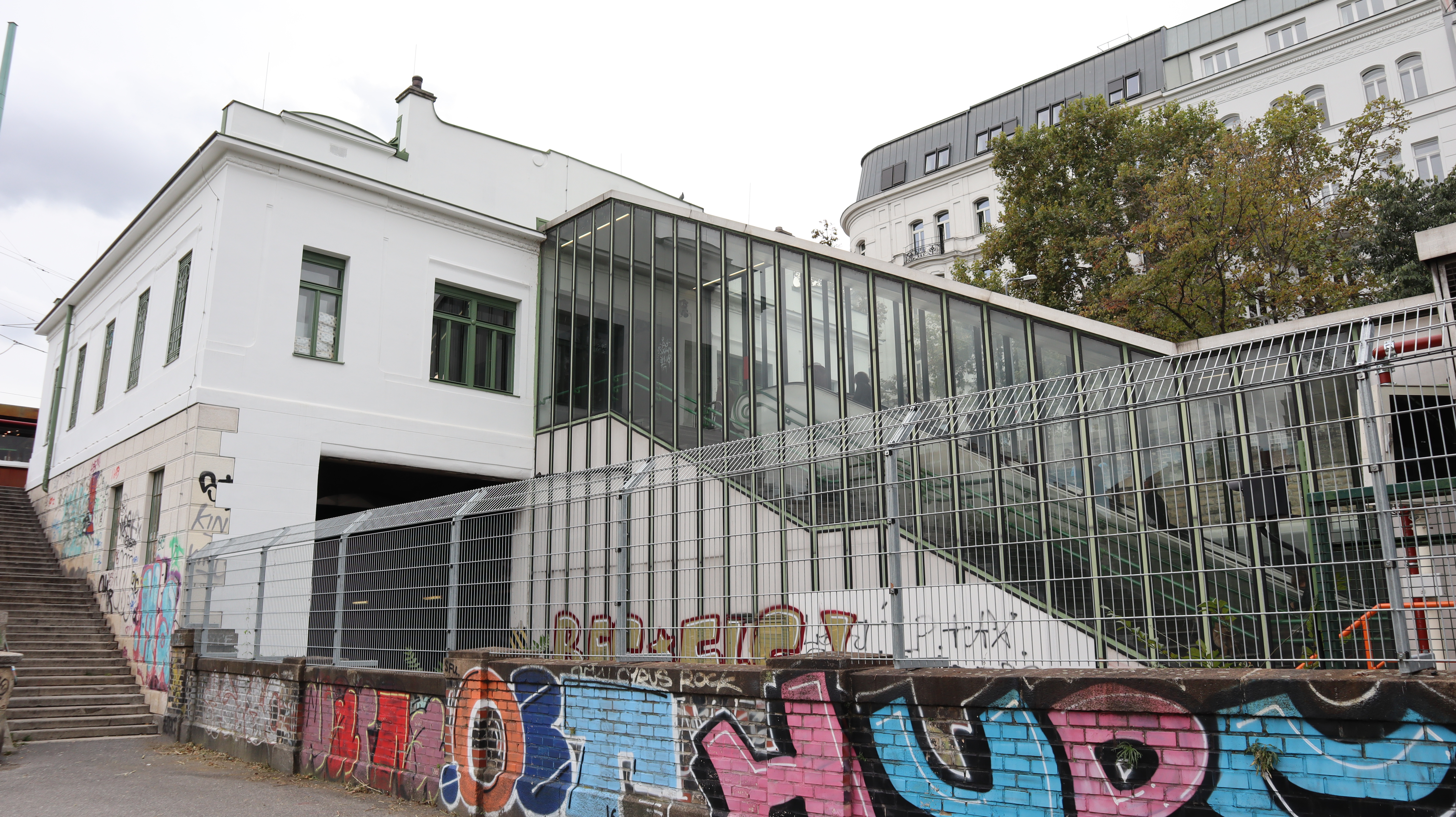
Het station gezien vanaf de kade van het Donaukanaal.
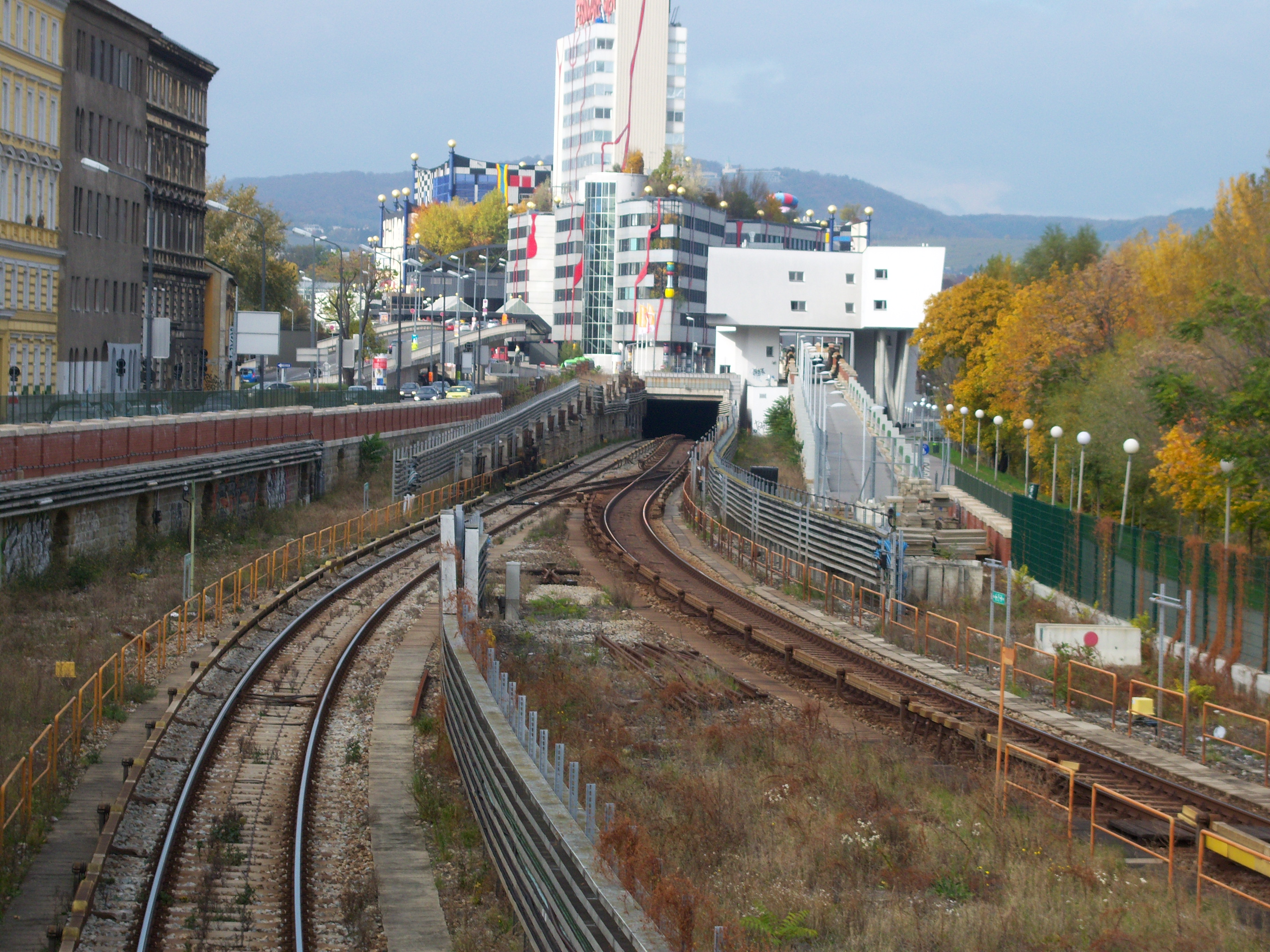
De sporen ten noorden van het station.
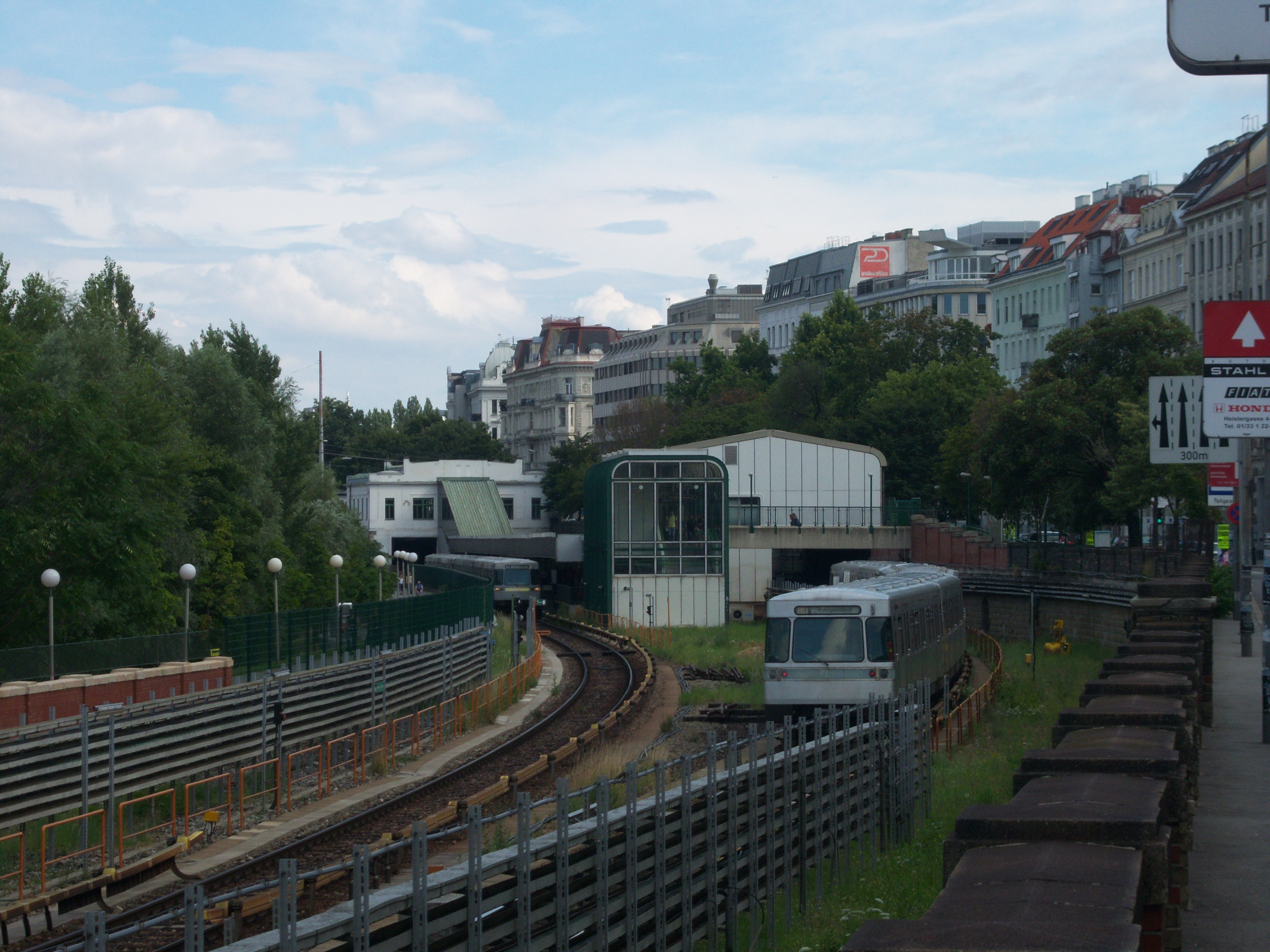
Het station gezien uit het noorden.